# Савович, Йован
Йо́ван Са́вович (или просто Йован; сербохорв. Јован Савовић / Jovan Savović; род. 3 октября 1982, Сараево, Югославия) — основатель известных коллективных блогов dirty.ru (ставшего одним из первых коллективных блогов рунета) и Лепрозория, веб-дизайнер. Победитель конкурса РОТОР++ в номинации «человек года» за 2003 год.

## История
Летом 1991 года, по собственным воспоминаниям, в дни августовского путча, впервые прилетел в Москву. Причиной переезда в Россию стало то, что в Югославии «люди стали слишком часто убивать друг друга».
В 2001 основал dirty.ru.
В марте 2004 года организовал компанию «Futurico».
По информации, опубликованной в ноябре 2007 года газетой Коммерсантъ, компания Futurico является владельцем сайта habrahabr.ru, однако на сайте habrahabr.ru было опубликовано опровержение этой статьи. На сайте Futurico, в разделе «наши проекты», кроме dirty.ru и «Лепрозория» были указаны супермаркет «Невообразимо» и ресторан «Блогистан».
В мае 2009 года был приглашён на первую в России конференцию TEDx.
С апреля 2018 года по декабрь 2019 года работал в «Яндексе», в котором занимал должность продуктового менеджера в «Дзене».

## Блогистан
В 2007 году Савович зарегистрировал домен blogistan.ru, интернет сообщество ожидало, что это будет блогосервис. Если в начале апреле 2007 года этот сайт выглядел как белая надпись «Блогистан» на сером фоне, то уже 30 апреля там появилась интригующая надпись:

Что такое Блогистан?

Все что вы могли видеть или слышали в связи с Блогистаном — неправда. Единственный способ узнать правду и быть среди первых — оставить здесь свой адрес и дождаться приглашения.— 
 Это было написано на сайте несколько лет, данная надпись оставляла богатую почву для фантазии. Раздача «приглашений» на Блогистан стала популярным розыгрышем. Только в середине июня 2010 года стало известно, чем «Блогистан» является на самом деле. Йован Савович в сообщении на сайте «Look At Me» заявил, что Блогистан — это попытка повторить успех в создании онлайн-сообществ в реальном мире, назвав свой новый проект «традиционной социальной сетью». Он уточнил, что в начале было придумано слово «блогистан», и планов организации предприятия общественного питания у него тогда ещё не было. 21 июля в Блогистане прошла тестовая вечеринка для пользователей «Лепрозория». В июне 2010, до официального открытия кафе, главная страница blogistan.ru представляла собой кнопку «Искать вкусные места», при нажатии на которую можно было получить два результата: выездную кухню Блогистана на выставке World Press Photo и ещё не открывшееся тогда кафе, клуб и пекарню.
1 августа 2011 года на странице кафе во ВКонтакте появилось объявление о том, что кафе закрывается на реконструкцию. 23 марта 2012 года на официальном сайте кафе было размещено объявление «Блогистан закрылся! Спасибо!»